# Billet de 10000 dollars américains
Recto
Verso
Le billet de 10 000 dollars (10 000 $) est la plus grosse coupure de billet en dollars américains ayant été effectivement mise en circulation par diverses institutions financières des États-Unis. 
Ce billet n'a plus été imprimé depuis 1946 et a été retiré de la circulation le 14 juillet 1969, la série de 1934 émise par la Federal Reserve Note a toujours cours légal et on estime à 336 le nombre de coupures encore existantes dans le monde.

## Séries
Il existe principalement 5 séries, comportant des variantes :
| Année        | Description                                                                                                 | Image                                                    |
| ------------ | --- | -------------------------------------------------------- |
| 1878         | United States Note, noir jaune et gris, recto représentant Andrew Jackson, verso au Pygargue à tête blanche |                                                          |
| 1900         | Gold certificate, recto uniface gris et noir, représentant Andrew Jackson                                   |                                                          |
| 1918         | Federal Reserve Note, billet vert, recto représentant Salmon P. Chase et, verso, les Pères pèlerins         | Série 1918 ; verso · Série 1918 ; verso : Pères pèlerins |
| 1928 et 1934 | Federal Reserve Note, gravure du recto de 1918 retouchée, sceau bleu en 1928 et vert en 1934, verso modifié | Série 1934 ; recto · Série 1928 et 1934 ; verso          |